# 144907 Вайтхорн
144907 Вайтхорн (144907 Whitehorne) — астероїд головного поясу, відкритий 16 грудня 2004 року.
Тіссеранів параметр щодо Юпітера — 3,255.